# Alix (Roine)
Alix és un municipi francès situat al departament del Roine i a la regió d'Alvèrnia-Roine-Alps. L'any 2007 tenia 679 habitants.

## Demografia

### Població
El 2007 la població de fet d'Alix era de 679 persones. Hi havia 224 famílies de les quals 60 eren unipersonals (32 homes vivint sols i 28 dones vivint soles), 64 parelles sense fills, 84 parelles amb fills i 16 famílies monoparentals amb fills.
La població ha evolucionat segons el següent gràfic:
Habitants censats

### Habitatges
El 2007 hi havia 255 habitatges, 226 eren l'habitatge principal de la família, 15 eren segones residències i 14 estaven desocupats. 220 eren cases i 35 eren apartaments. Dels 226 habitatges principals, 170 estaven ocupats pels seus propietaris, 50 estaven llogats i ocupats pels llogaters i 6 estaven cedits a títol gratuït; 1 tenia una cambra, 10 en tenien dues, 38 en tenien tres, 64 en tenien quatre i 113 en tenien cinc o més. 192 habitatges disposaven pel capbaix d'una plaça de pàrquing. A 92 habitatges hi havia un automòbil i a 118 n'hi havia dos o més.

### Piràmide de població
La piràmide de població per edats i sexe el 2009 era:
| Homes | Edats   | Dones |
| ----- | ------- | ----- |
| 0     | 95 o +  | 12    |
| 16    | 90 a 94 | 4     |
| 8     | 85 a 89 | 32    |
| 8     | 80 a 84 | 24    |
| 16    | 75 a 79 | 20    |
| 20    | 70 a 74 | 12    |
| 8     | 65 a 69 | 20    |
| 20    | 60 a 64 | 0     |
| 20    | 55 a 59 | 24    |
| 8     | 50 a 54 | 28    |
| 28    | 45 a 49 | 12    |
| 20    | 40 a 44 | 16    |
| 16    | 35 a 39 | 12    |
| 32    | 30 a 34 | 28    |
| 28    | 25 a 29 | 28    |
| 20    | 20 a 24 | 16    |
| 32    | 15 a 19 | 4     |
| 16    | 10 a 14 | 4     |
| 24    | 5 a 9   | 24    |
| 16    | 0 a 4   | 20    |

## Economia
El 2007 la població en edat de treballar era de 348 persones, 251 eren actives i 97 eren inactives. De les 251 persones actives 238 estaven ocupades (121 homes i 117 dones) i 13 estaven aturades (7 homes i 6 dones). De les 97 persones inactives 55 estaven jubilades, 25 estaven estudiant i 17 estaven classificades com a «altres inactius».

### Ingressos
El 2009 a Alix hi havia 235 unitats fiscals que integraven 599,5 persones, la mediana anual d'ingressos fiscals per persona era de 20.723 €.

### Activitats econòmiques
Dels 20 establiments que hi havia el 2007, 1 era d'una empresa de fabricació de material elèctric, 2 d'empreses de fabricació d'altres productes industrials, 3 d'empreses de construcció, 3 d'empreses de comerç i reparació d'automòbils, 1 d'una empresa de transport, 2 d'empreses d'hostatgeria i restauració, 4 d'empreses de serveis i 4 d'empreses classificades com a «altres activitats de serveis».
Dels 6 establiments de servei als particulars que hi havia el 2009, 1 era una funerària, 1 lampisteria, 2 electricistes i 2 restaurants.
L'any 2000 a Alix hi havia 8 explotacions agrícoles que ocupaven un total de 120 hectàrees.

## Equipaments sanitaris i escolars
El 2009 hi havia 1 hospital de tractaments de curta durada, 1 hospital de tractaments de mitja durada (seguiment i rehabilitació) i 1 un hospital de tractaments de llarga durada.
El 2009 hi havia una escola elemental.

## Poblacions més properes
El següent diagrama mostra les poblacions més properes.